# 唐纳德·拉姆斯菲尔德
唐纳德·亨利·拉姆斯菲尔德（英語：Donald Henry Rumsfeld，1932年7月9日—2021年6月29日），出生于美国伊利諾州，曾两度出任美国国防部长。他一直被外界認為是小布殊內閣中的著名鷹派代表人物之一。
当地时间2021年6月29日，在新墨西哥州陶斯的家中因多發性骨髓瘤病逝，离他的89岁生日还有10天。

## 生平
拉姆斯菲爾德乃德裔美國人，祖先在十九世紀由德國的不萊梅移居到美國的伊利諾州，而拉姆斯菲爾德則在伊利諾州長大。
1954年，拉姆斯菲尔德毕业于普林斯顿大学，同年12月与Joyce H. Pierson结婚。他们夫妇二人育有3名子女。
从1954至1957年，他在美国海军服役，此后直至1989年他一直是海军预备役隊員。1962年30岁时，他当选为伊利諾州的共和党联邦众议员，此后4次当选连任。任内投票支持民权法案。在国会任职期间，结识杰拉尔德·福特并与之建立良好关系。

### 進入內閣
1969年他辞去联邦众议员的职务，加入理查·尼克松总统的内阁，成为白宫经济机会办公室的主任和总统助理。其间，发现并重用迪克·切尼，开始了二人长达近40年的密切关系，这种关系在小布什总统任期内对美国的国防和对外政策产生重大影响。
1973年2月，拉姆斯菲尔德受尼克松委派，出任美国驻北约大使。1974年8月，尼克松因水门事件被迫辞职，副总统杰拉尔德·福特接任总统。拉姆斯菲尔德被福特任命为幕僚长。1975年10月底，福特对内阁实行大洗牌（史称“万圣节大屠杀”），原任国防部长詹姆斯·R·施莱辛格因与福特不和而被迫辞职，拉姆斯菲尔德被任命为新的国防部长，成为美国历史上最年轻的国防部长。他原来担任的白宫办公厅主任职务被迪克·切尼接任。在国防部长任内，他持鹰派立场，强调苏联的威胁，不支持对苏缓和，积极主张增加国防经费。后来福特戏称，“限制战略武器条约”的搁浅，应由勃列日涅夫和拉姆斯菲尔德二人负责。拉姆斯菲尔德则诙谐地回应，他对福特的这一评价“欣然接受”（见拉姆斯菲尔德回忆录“已知与未知”）。

### 離開政府
1977年1月福特下台后，民主党人吉米·卡特接任总统，拉姆斯菲尔德也因此离开国防部长的职位。不久后，他进入商界发展。历任两家位列全美500家大企业（G. D. Searle & Company和通用儀器）的行政总裁，和吉利德科學公司和兰德公司的董事会主席。1980年代共和黨重掌白宮後，拉姆斯菲尔德亦出任多项政府顾问性职务，其中最引人注目的是1983至1984年受里根总统委托，出任中东特使，成为受到伊拉克总统萨达姆·侯赛因接见的美国最高级官员。1988年，曾短暂寻求共和党总统候选人提名，后因资金不足而放弃。

### 重返政府

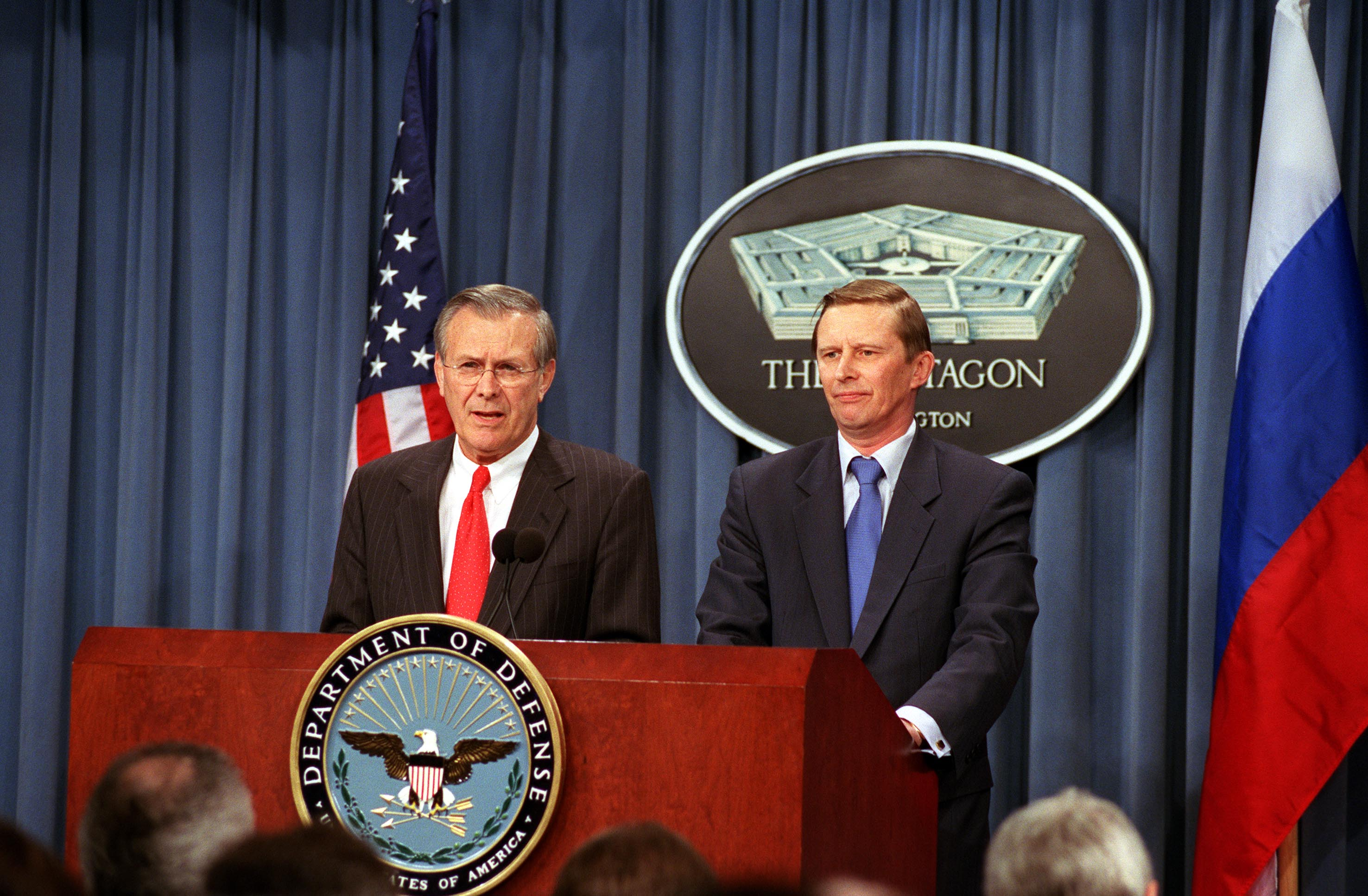
2002年拉姆斯菲尔德（左）與俄羅斯國防部長謝爾蓋·伊萬諾夫（右）召開聯合記者會

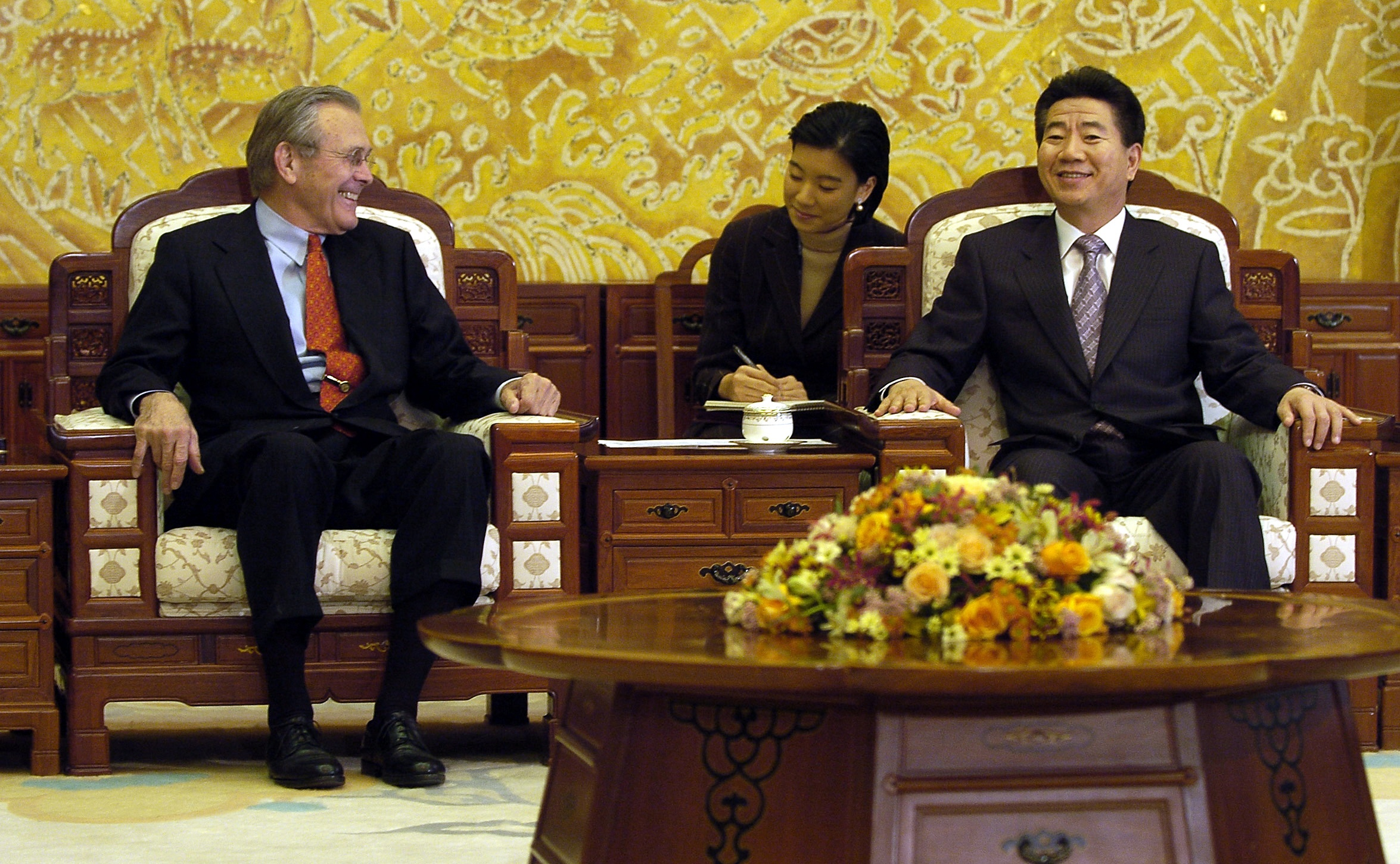
拉姆斯菲尔德在青瓦台與韩国总统盧武鉉會面，攝於2003年11月17日

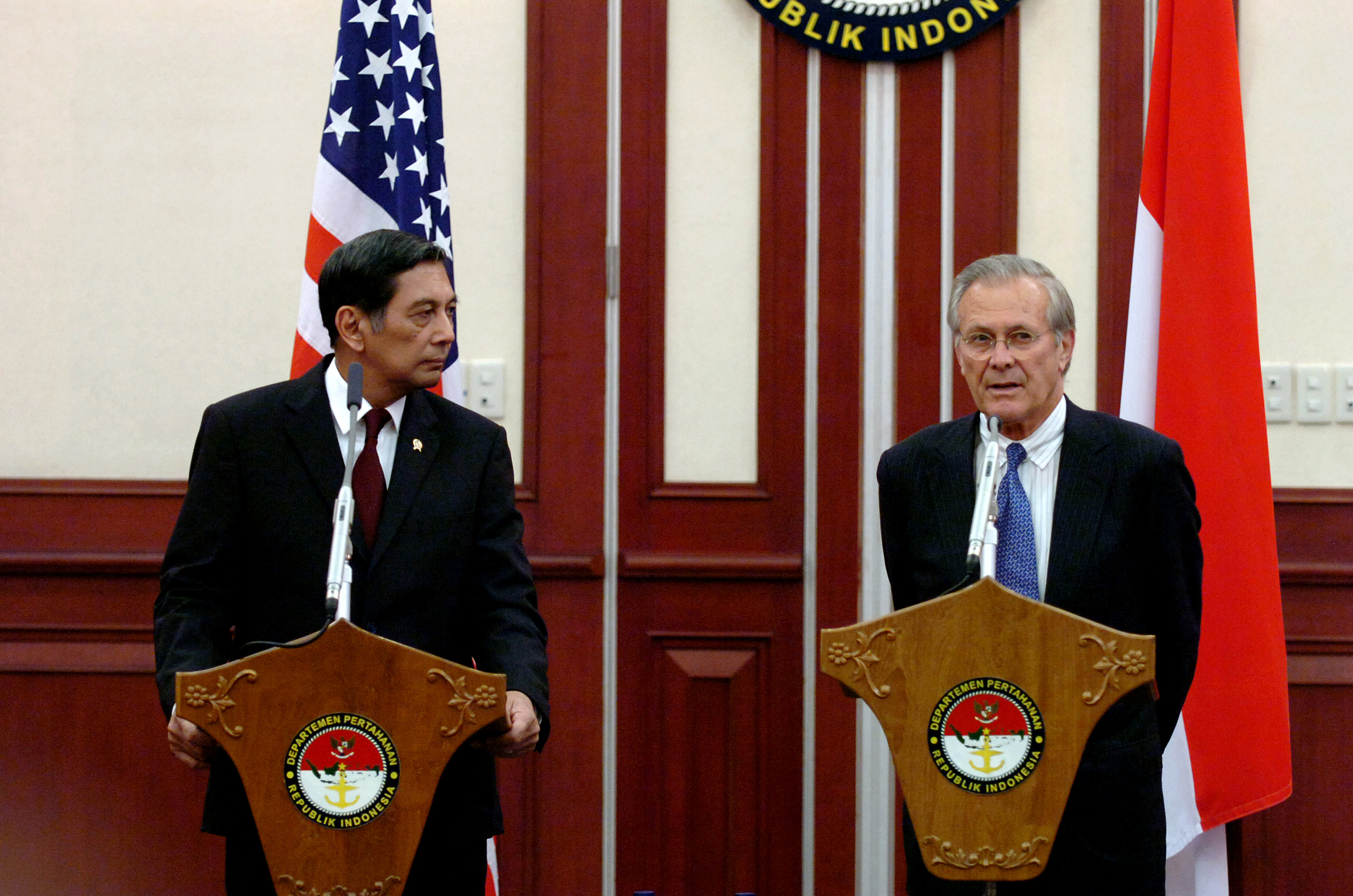
2006年6月7日拉姆斯菲尔德在雅加达与印尼国防部长尤沃诺·苏达梭诺会面

2001年，拉姆斯菲尔德加入小布什内阁，再度出任国防部长，成为历史上最年长的国防部长。
拉姆斯菲爾德一直被外界認為是小布什內閣中的鷹派代表，蓋因拉姆斯菲爾德在任內常提出多項主戰的軍事策略，其中在2001年9月11日九一一事件發生後揮軍攻入阿富汗乃由拉姆斯菲爾德提出。同時亦有報導指在喬治·布殊甫上任時，拉姆斯菲爾德便立即提出攻打伊拉克的主張，而是項主張亦在伊拉克戰爭美軍正式揮軍入侵時得以落實。由於美國在伊拉克戰事結束後當地常發生恐怖襲擊，美軍在襲擊中死亡人數截至2005年末已超過二千人，不少要求拉姆斯菲爾德下台，他本人也屡次请辞，但卻獲小布什多番挽留。
2006年美國中期選舉，共和党慘败，失去國會参众两院長達12年的多数。翌日（11月8日），拉姆斯菲尔德宣佈辭職，結束近6年的國防部長生涯。

## 評價
拉姆斯菲尔德年轻时即在政治上崭露头角，曾被认为是共和党内具有远大前程的政治新星。前国务卿亨利·基辛格、诺贝尔奖得主佛利民等都认为他有成为伟大总统的非凡才具。理查·尼克松、杰拉尔德·福特、羅納德·里根、老布什、小布什在考虑副总统人选时，都把拉姆斯菲尔德作为人选加以考虑。但是，尽管拉姆斯菲尔德普遍被认为是一个雷厉风行的有效管理者，他强硬自负的行事风格却使他在华府政治圈内树敌甚多，这间接导致了他的倒台。

## 退休後
拉姆斯菲尔德退休后于马里兰和新墨西哥两地居住。2011年出版回忆录“已知与未知”（Known and Unknown）。
拉姆斯菲尔德在2016年美国总统选举中支持唐纳德·特朗普。

## 荣誉

### 外国勋章奖章
- 旭日大绶章（日本，2015年11月3日公布[7]）